# Indoorsurfen
Indoorsurfen is een verzamelnaam voor surfsporten die binnen plaatsvinden. Een golfsimulator zorgt voor golven waarop men kan 'surfen'. Vaak is dat niet met de golf mee, zoals bij het golfsurfen, maar tegen de golf in. Dit gebeurt op een kortere plank dan bij het surfen en wordt flowboarden genoemd. Ook het bodyboarden, het liggend of zittend 'surfen', kan binnen worden gedaan.
De naam flowboarden komt van de naam van de golfsimulator, de flowrider of de flowbarrel.
Flowboards lijken qua uiterlijk het meeste op wakeboards. Meestal zitten er geen voetbanden op, maar dit kan wel. De lengte verschilt van 36 inches (91 cm) tot 42 inches (107 cm) en qua breedte van 11 inches (28 cm) tot 14 inches (36 cm). Ze wegen tussen de 1,4 en 2,8 kg. Er zijn twee bekende boardmerken voor flowboarden: Ash en WaveLoch.